# بزرگراه شهید حجازی
بزرگراه شهید محمد حجازی با نام پیشین بزرگراه فهمیده و با شماره بزرگراه ۴۴ یکی از بزرگراه‌های تهران است که جهت شرقی-غربی دارد. این بزرگراه که در غرب تهران واقع شده، از تقاطع با بزرگراه‌های شیخ فضل‌الله و جناح آغاز شده و به تقاطع با بزرگراه مهدوی کنی و آزادراه تهران-کرج منتهی می‌شود.

## تقاطع‌ها
| از شرق به غرب                      | از شرق به غرب                                    | از شرق به غرب |
| ---------------------------------- | ------------------------------------------------ | ------------- |
| پل جناح                            | بزرگراه شیخ فضل‌الله نوری بزرگراه جناح            |               |
|                                    | خیابان رحمانی                                    |               |
| ایستگاه متروی صادقیه ترمینال آزادی |                                                  |               |
|                                    | بزرگراه ستاری                                    |               |
| ایستگاه متروی ارم سبز              |                                                  |               |
|                                    | بزرگراه باکری                                    |               |
|                                    | مجموعه ارم سبز                                   |               |
| دوربرگردان (شرق به شرق)            |                                                  |               |
|                                    | بلوار شیشه مینا بلوار پرویز دهداری ورزشگاه آزادی |               |
| ایستگاه متروی ورزشگاه آزادی        |                                                  |               |
|                                    | بلوار چوگان بلوار علی دایی ورزشگاه آزادی         |               |
|                                    | بزرگراه آیت‌الله مهدوی کنی آزادراه تهران-کرج      |               |
| از غرب به شرق                      |                                                  |               |